# Gerrit Braks
Gerardus Johannes Maria Braks Braks, detto Gerrit (Odiliapeel, 23 maggio 1933 – 's-Hertogenbosch, 12 luglio 2017), è stato un politico e agronomo olandese.
Ministro sotto Dries van Agt e Ruud Lubbers, è stato presidente della Eerste Kamer dal 2001 al 2003 e successivamente sindaco di Eindhoven.

## Biografia
Dal 1958 al 1965 studiò scienze agrarie presso l'Università di Wageningen. Gestiva una fattoria e lavorava anche nella consulenza agricola. Negli anni dal 1965 al 1966 fu esperto in materia di cooperazione economica internazionale presso il Ministero dell'agricoltura e della pesca. Dal 1967 al 1969 è stato segretario di un'organizzazione agricola nel Brabante Settentrionale, dopo di che è tornato a lavorare per la delegazione presso la CEE a Bruxelles (fino al 1977).
Ha militato nel Partito Popolare Cattolico e nell'Appello Cristiano Democratico. Tra il 1977 e il 1989 ha fatto parte della Tweede Kamer. Dal marzo 1980 al settembre 1981 è stato ministro dell'agricoltura e della pesca nel Governo van Agt I. Dal novembre 1982 al settembre 1990 ha svolto la stessa funzione nei governi di Ruud Lubbers (I, II, III) (dal novembre 1989 come ministro dell'agricoltura, della gestione delle risorse naturali e della pesca). Da settembre a novembre 1989, ha anche gestito temporaneamente il Ministero dell'istruzione e della scienza.
Negli anni 1991-1996 ha diretto l'emittente pubblica Katholieke Radio Omroep. Dal 1991 al 2003 ha fatto parte della Eerste Kamer: dal 1999 al 2001 è stato capogruppo e nel 2001 ne è divenuto presidente, mantenendo l'incarico fino al 2003. Dal 2007 al 2008 è stato sindaco di Eindhoven.